# Guernseyjska funta
Guernseyjska funta (engl. Guernsey pound) je valuta koja se koristi na Guernseyju. Označava se simbolom £, a dijeli se na 100 penija. Ova valuta nije tečajno samostalna, već je slično škotskoj funti, samo lokalni oblik britanske funte. Paritet s britanskom funtom je 1:1. S obzirom na tečajnu nesamostalnost valuta nema međunarodni kôd, ali se može rabiti GGP.
Guernseyjsku funtu izdaje državna blagajna (Treasury and Resources Department). 
Papirne novčanice se izdaju u apoenima od 1, 5, 10, 20 i 50 funti, a kovani novac u apoenima od 1, 2, 5, 10, 20 i 50 penija kao i 1 i 2 funte.
Službeno je sredstvo plaćanja isključivo na Guernseyju ali se može koristiti i na Jerseyju.